# Muntanyes de Wudang
Les muntanyes de Wudang (xinès simplificat: 武当山, xinès tradicional: 武當山, pinyin: Wǔdāng Shan) consisteixen en una petita serralada al nord-oest de Hubei, Xina, al sud de Shiyan. Són seu d'un famós complex de temples taoistes i monestirs associats amb el déu Xuan Wu. Les muntanyes de Wudang són reconeguts per la pràctica de Tai-txi i el taoisme com la contrapart taoista al Monestir Shaolin, que està afiliada a budisme Chán xinès.
Està inscrit a la llista del Patrimoni de la Humanitat de la UNESCO des del 1994.